# Stefan Bajic
Stefan Bajic (Saint-Étienne, 23 dicembre 2001) è un calciatore francese, portiere dello Strasburgo.

## Carriera

### Club
Cresciuto nel settore giovanile del Saint-Étienne, debutta in prima squadra il 25 settembre 2019 in occasione dell'incontro di Ligue 1 perso 1-0 contro il Metz.

### Nazionale
Ha giocato nelle nazionali giovanili francesi Under-16, Under-17, Under-18, Under-19 ed Under-21.
Nel 2021 viene convocato dalla nazionale olimpica francese per prendere parte alle Olimpiadi.

## Statistiche

### Presenze e reti nei club
Statistiche aggiornate al 12 maggio 2022.
| Stagione               | Squadra                | Campionato             | Campionato | Campionato | Coppe nazionali | Coppe nazionali | Coppe nazionali | Coppe continentali | Coppe continentali | Coppe continentali | Altre coppe | Altre coppe | Altre coppe | Totale | Totale |
| Stagione               | Squadra                | Comp                   | Pres       | Reti       | Comp            | Pres            | Reti            | Comp               | Pres               | Reti               | Comp        | Pres        | Reti        | Pres   | Reti   |
| ---------------------- | ---------------------- | ---------------------- | ---------- | ---------- | --------------- | --------------- | --------------- | ------------------ | ------------------ | ------------------ | ----------- | ----------- | ----------- | ------ | ------ |
| 2018-2019              | Saint-Étienne 2        | N2                     | 14         | -21        |                 | -               | -               |                    | -                  | -                  |             | -           | -           | 14     | -21    |
| 2019-2020              | Saint-Étienne 2        | N2                     | 10         | -20        |                 | -               | -               |                    | -                  | -                  |             | -           | -           | 10     | -20    |
| Totale Saint-Étienne 2 | Totale Saint-Étienne 2 | Totale Saint-Étienne 2 | 24         | -41        |                 | -               | -               |                    | -                  | -                  |             | -           | -           | 24     | -41    |
| 2019-2020              | Saint-Étienne          | L1                     | 1          | -1         | CF+CdL          | 0               | 0               | UEL                | 0                  | 0                  |             | -           | -           | 1      | -1     |
| 2020-2021              | Saint-Étienne          | L1                     | 1          | -4         | CF              | 1               | -1              |                    | -                  | -                  |             | -           | -           | 2      | -5     |
| 2021-gen. 2022         | Saint-Étienne          | L1                     | 7          | -13        | CF              | 2               | -1              |                    | -                  | -                  |             | -           | -           | 9      | -13    |
| Totale Saint-Étienne   | Totale Saint-Étienne   | Totale Saint-Étienne   | 8          | -18        |                 | 3               | -2              |                    | -                  | -                  |             | -           | -           | 11     | -20    |
| gen.-giu. 2022         | Pau                    | L2                     | 14         | -19        |                 | -               | -               |                    | -                  | -                  |             | -           | -           | 14     | -19    |
| Totale carriera        | Totale carriera        | Totale carriera        | 46         | -79        |                 | 3               | -2              |                    | -                  | -                  |             | -           | -           | 49     | -81    |